# Pegomya sublurida
Pegomya sublurida är en tvåvingeart som beskrevs av Hsue 1981. Pegomya sublurida ingår i släktet Pegomya och familjen blomsterflugor. Inga underarter finns listade i Catalogue of Life.